# Монако на літніх Олімпійських іграх 2020
Монако на літніх Олімпійських іграх 2020 представляли шість спортсменів у п'яти видах спорту.